# Triều Tiên Thuần Tổ
Triều Tiên Thuần Tổ (chữ Hán: 朝鮮純祖; Hangul: 조선 순조; 29 tháng 7 năm 1790 - 13 tháng 12 năm 1834) là vị Quốc vương thứ 23 của nhà Triều Tiên. Ông cai trị từ năm 1800 - 1834, tổng cộng 34 năm.
Thời đại trị vì của ông xảy ra Lưỡng Châu đại loạn (兩西大亂), hay còn gọi là Hồng Cảnh Lai chi loạn (洪景來之亂), do một quân phiệt là Hồng Cảnh Lai (洪景來) khởi sự ở Bình An đạo và Hoàng Hải đạo, diễn ra vào năm 1811. Cuộc bạo loạn diễn ra trong nhiều tháng, cuối cùng bị dẹp yên nhưng để lại hậu quả kinh khủng cho tình hình kinh tế và chính trị của Triều Tiên, sau một thời gian dài suy thoái.

## Cuộc đời
Thuần Tổ tên thật là Lý Công (李玜, 이공), tên tự là Công Bảo (公寶), hiệu Thuần Trai (純齋); sinh vào ngày 18 tháng 6 (tức ngày 29 tháng 7 dương lịch), vào năm 1790. Ông là con trai út của Triều Tiên Chính Tổ Lý Toán, mẹ là Tuy tần Phác thị. Người anh cả của ông là Văn Hiếu Thế tử vì mất sớm nên Chính Tổ đã chọn ông vào vị trí Vương thế tử để nối ngôi.
Năm 1800, ngày 28 tháng 6, Chính Tổ thăng hà. Vương thế tử lên ngôi ngay linh cữu, khi ấy vừa tròn 11 tuổi. Do còn trẻ, ông được Tằng tổ mẫu là Trinh Thuần Vương hậu Kim thị thay quyền nhiếp chính, tự xưng Đại vương đại phi (大王大妃). Trong thời gian bà nhiếp chính, đã xảy ra Tân Dậu tà ngục (辛酉邪獄) đàn áp tàn khốc rất nhiều người theo đạo Thiên Chúa giáo. Đến năm 1803, vào tháng 12, Đại vương đại phi quyết định quy chánh, trả quyền lực về cho Thuần Tổ. Khi ấy nhà vua đã đủ trưởng thành, có thể tự quyền cai trị.
Năm 1834, ngày 13 tháng 11 (tức ngày 13 tháng 12 dương lịch), nhà vua qua đời tại Khánh Hi cung (慶熙宮), Hội Tường điện (會祥殿), hưởng thọ 44 tuổi. Miếu hiệu ban đầu là Thuần Tông (純宗), thụy hiệu Tuyên Khác đại vương (宣恪大王). Ban đầu được an táng tại Nhân lăng (仁陵), gần với Trường lăng (长陵) của Triều Tiên Nhân Tổ. Nhưng do sau này Triều Tiên Triết Tông thấy lăng tẩm không hợp phong thủy nên đã rời sang gần Hiến lăng (献陵) của Triều Tiên Thái Tông.
Về sau, Triều Tiên Cao Tông truy phong ông là Thuần Tổ Túc Hoàng đế (純祖肅皇帝).

## Gia đình
- Thân phụ: Triều Tiên Chính Tổ Lý Toán.
- Đích mẫu: Hiếu Ý Vương hậu Kim thị (孝懿王后金氏, 1753 - 1821), người ở Thanh Phong. Con gái của Thanh Nguyện phủ viện quân Kim Thời Mặc (金時默, 김시묵) với Đường Thành phủ phu nhân họ Hồng ở Nam Dương (唐城府夫人南陽洪氏). Khi còn nhỏ, Vương hậu nhận Thuần Tổ làm con của mình, nuôi dưỡng ông trong cung riêng. Khi Thuần Tổ lên ngôi, tôn đích mẫu làm Vương đại phi (王大妃) và phụng dưỡng hiếu thuận.
- Thân mẫu: Hiển Mục Tuy tần Phác thị (顯穆綏嬪朴氏, 1770 - 1822), người ở Phan Nam. Con gái của Tặng Lĩnh Nghị chính Phác Chuẩn Nguyên (朴準源, 박준원) và Tặng Trinh Kính phu nhân Nguyên thị. Sơ phong là Tuy tần (綏嬪), sau khi Thuần Tổ đăng vị thì tôn làm Gia Thuận Cung (嘉順宮).
- Hậu cung:

1. Thuần Nguyên Vương hậu Kim thị (純元王后金氏, 1789 - 1857), người ở An Đông. Con gái của Vĩnh An phủ viện quân Kim Tổ Thuần (永安府院君金祖淳), và Thanh Dương phủ phu nhân họ Thẩm ở Thanh Tùng (靑陽府夫人靑松沈氏).
2. Thục nghi Phác thị (淑儀朴氏), người ở Mật Dương.

### Hậu duệ

#### Vương tử
1. Hiếu Minh Thế tử (孝明世子, 1809 -1830), tên Lý Thái (李旲), sau được truy phong làm Dực Tông đại vương (翼宗大王), mẹ là Thuần Nguyên Vương hậu. Ông lấy Thần Trinh Vương hậu Triệu thị ở Phong Nhưỡng (神貞王后趙氏), sinh ra Triều Tiên Hiến Tông.
2. Đại quân (大君), mẹ là Thuần Nguyên Vương hậu. Sinh vào năm 1820 và chết trong năm đó.

#### Vương nữ
1. Minh Uẩn công chúa (明溫公主, 1810 - 1832), mẹ là Thuần Nguyên Vương hậu. Hạ giá lấy Đông Ninh úy Kim Hiền Căn (金賢根).
2. Vĩnh Uẩn ông chúa (永溫翁主, 1817 - 1829), mẹ là Thục nghi Phác thị. Chết yểu.
3. Phúc Uẩn công chúa (福溫公主, 1818 - 1832), mẹ là Thuần Nguyên Vương hậu. Hạ giá lấy Xương Ninh úy Kim Bỉnh Trù (金炳疇).
4. Đức Uẩn công chúa (德溫公主, 1822 - 1844), mẹ là Thuần Nguyên Vương hậu. Hạ giá lấy Nam Ninh úy Doãn Nghi Thiện (尹宜善).

#### Nghĩa tử
1. Triều Tiên Triết Tông Lý Biện (李昪), con trai của Toàn Khê Đại viện quân Lý Khoáng (李壙) và Long Thành phủ đại phu nhân Liêm thị ở Long Đàm (龍城府大夫人龍潭廉氏). Ông là hậu duệ của Trang Hiến Thế tử Lý Huyên, thông qua người con của Thế tử là Ân Ngạn quân (恩彦君).

## Thụy hiệu
- 宣恪淵德顯道景仁純禧體聖凝命欽光錫慶繼天配極隆元敦休懿行昭倫熙化浚烈大中至正洪勳哲謨乾始泰亨昌運弘基高明博厚剛健粹精啓統垂曆功裕範文安武靖英敬成孝大王
- Tuyên Khác Uyên Đức Hiển Đạo Cảnh Nhân Thuần Hi Thể Thánh Ngưng Mệnh Khâm Quang Tích Khương Kế Thiên Phối Cực Long Nguyên Đôn Hưu Ý Hành Chiêu Luân Hi Hóa Tuấn Liệt Đại Trung Chí Chính Hồng Huân Triết Mô Càn Thủy Thái Hanh Xương Vận Hoằng Cơ Cao Minh Bác Hậu Cương Kiện Túy Tinh Khải Thống Thùy Lịch Công Dụ Phạm Văn An Võ Tĩnh Anh Kính Thành Hiếu Đại Vương
- Seongak Yeondeok Hyeondo Gyeongin Sunhui Cheseong Eungmyeong Heumgwang Seokgyeong Gyecheon Baegeuk Yungwon Donhyu Euihaeng Soyun Huihwa Junryeol Daejung Jijeong Honghun Cheolmo Geonsi Taehyeong Changun Honggi Gomyeong Bakhu Ganggeon Sujeong Gyetong Suryeok Gongyu Beommun Anmu Jeongryeong Gyeongseong-hyo Daewang